# 上杉光弘
上杉 光弘（うえすぎ みつひろ、1942年〈昭和17年〉4月12日 ‐ ）は、日本の政治家。
衆議院議員（1期）、参議院議員（3期）、宮崎県議会議員（2期）、自治大臣（第50代）、国家公安委員会委員長（第60代）を歴任した。

## 来歴
宮崎県西都市生まれ。1961年宮崎県立高鍋農業高等学校卒業。1966年東京農業大学社会通信教育部農業科修了。1971年、宮崎県議会議員に当選（2期）。1983年、衆院選に宮崎1区から立候補するが、落選。1986年、参議院議員に初当選し以後3期連続当選。
1990年に第2次海部内閣で大蔵政務次官、1997年に第2次橋本内閣改造内閣で自治大臣兼国家公安委員会委員長、1998年に小渕内閣で内閣官房副長官など要職を歴任。2001年に参議院憲法調査会会長に就任。参議院橋本派会長として活動する。この当時、平成研究会の集団指導体制時のメンバーだった。政治家の年金未納問題が注目された際には、年金の未納期間があったことが発覚している。
2004年7月、第20回参議院議員通常選挙で野党系無所属の松下新平に敗れ落選。翌2005年9月11日の第44回衆議院議員総選挙では宮崎1区からの立候補を希望するが選挙区調整の結果、郵政民営化に反対して自民党公認を得られず無所属で立候補した江藤拓に対する「刺客候補」として宮崎2区から自民党公認で立候補するが落選。
2008年、上杉と長年の確執を抱える関係にある宮崎1区選出の国土交通大臣・中山成彬が問題発言の責任を取って国土交通大臣を辞任。この騒動で中山に対する県連内部の反発が拡大したことで中山は次回総選挙の出馬を取りやめる事態となり、県連が実施した差し替え候補者の公募によって上杉が宮崎1区の候補者に内定した。しかし、中山が上杉との支部長交代に応じていないことから自民党本部の公認を得られない状態が続き、2009年8月30日の第45回衆議院議員総選挙では保守分裂のまま無所属で出馬するも、政権交代の逆風にもあい、川村秀三郎（無所属、民主・社民・国民新党推薦）にダブルスコアを付けられ、中山ともども落選した。
その後、2010年の宮崎1区の自民党候補者公募に応募していたが選に漏れた。2012年の第46回衆議院議員総選挙では、自民党本部の判断で比例中国ブロックなら当選が見込めるとして単独（第20位）で立候補し、選挙期間中に一度も中国地方に入らないまま当選した。以後も政治活動は引き続き宮崎県を中心に行った。
2014年の第47回衆議院議員総選挙では比例九州ブロックに単独34位で立候補するも、落選した。
2016年4月の春の叙勲で旭日大綬章を受章する。

## 政策・理念
- 日本のTPP参加に反対[6]。
- 憲法改正に賛成[6]。
- 女性宮家の創設に反対[6]。
- 小選挙区、比例代表の両方の議員定数を削減すべき[6]。
- 復興予算は、被災地に限定して使うべき[6]。
- 政権公約（マニフェスト）は必ず守るべき[6]。

## 人物
- 2014年の第186回国会において、大臣、副大臣、政務官、補佐官、議長、副議長、委員長のいずれの要職にもついていなかったのみならず、質問、議員立法、質問主意書提出のいずれもなかったことが指摘された[7][8]。

## 所属団体・議員連盟
- TPP交渉における国益を守り抜く会

## 著書
- 『これでよいのか日本の国土　私の新国土保全論』（クレスト出版　1994年）
- 『都市ばかりが日本ではない一国家再生への提言』 （鉱脈社　2002年）